# Stefan Bütikofer
Stefan Bütikofer (* 31. Oktober 1978; heimatberechtigt in Zuzwil BE) ist ein Schweizer Politiker (SP).

## Leben
Stefan Bütikofer studierte Geschichte und Philosophie an der Universität Bern. Er arbeitet als Gymnasiallehrer am Gymnasium Biel-Seeland in Biel/Bienne.

## Politik
Im Jahr 2000 wurde Bütikofer in den Grossen Gemeinderat (Legislative) der Gemeinde Lyss gewählt, dem er bis 2013 angehörte. Im Januar 2018 wurde er als Nachfolger von Margrit Junker Burkhard in den Gemeinderat (Exekutive) von Lyss gewählt und übernahm das Ressort Soziales und Jugend. Im Juni 2018 folgte seine Wahl in den Grossen Rat des Kantons Bern. Er war von 2020 bis 2022 Mitglied der Bildungskommission und ist seit 2022 Mitglied der Geschäftsprüfungskommission.